# Enid Graham
 Catherine Enid Graham (Taylor County (Texas), 8 februari 1970) is een Amerikaans actrice.

## Filmografie
Geselecteerde filmografie.